# Brian Scalabrine
Brian David Scalabrine (ur. 18 marca 1978 w Long Beach, Kalifornia) – amerykański koszykarz włoskiego pochodzenia, występująjący na pozycjach niskiego oraz silnego skrzydłowego. Mistrz ligi NBA wraz z klubem Boston Celtics (2007-2008).
Po ukończeniu Uniwersytetu Południowej Kalifornii został wybrany przez New Jersey Nets z 35. numerem w drafcie 2001 r. Pojawiać na parkiecie zaczął dopiero po kilku latach, kiedy to zawodnicy podstawowego składu byli kontuzjowani. Zabłysnął zwłaszcza w dramatycznym piątym pojedynku półfinału konferencji wschodniej z Detroit Pistons, kiedy to jego rzuty za 3 punkty doprowadziły zespół Nets do prowadzenia w serii 3-2. 
2 sierpnia 2005 r. Scalabrine podpisał pięcioletni kontrakt z Boston Celtics.
Ma ksywkę „Veal” („Cielęcina”). Przez długie lata zarzucano mu nieefektywność i wyśmiewano, a przejmowanie piłki witane było buczeniem widzów. W bieżącym sezonie sytuacja się odwróciła, mimo w dalszym ciągu mało imponujących statystyk Scalabrine jest wyjątkowo lubiany przez publiczność bostońską. We wrześniu 2012 zdecydował się zakończyć karierę i postanowił zostać komentatorem sportowym.

## Osiągnięcia
Na podstawie, o ile nie zaznaczono inaczej.
NCAA
- Uczestnik rozgrywek Elite 8 turnieju NCAA (2001)
- Najlepszy nowo-przybyły zawodnik konferencji Pac-10 (Fred Hessler Award - 1999)
- Zaliczony do I składu Pac-10 (2000)

NBA
- Mistrz NBA (2008)
- Wicemistrz NBA (2010)
- Lider play-off w skuteczności rzutów za 3 punkty (2004)[2]